# Saugor
Saugor (inna nazwa: Sagar) – miasto w środkowych Indiach, w górach Windhja, w stanie Madhya Pradesh.
- Liczba ludności: 251 500 (2001)
- Powierzchnia miasta: 63,75 km²
- Gęstość zaludnienia: 3945 os/km²

Miasto zostało założone w 1660 r., natomiast prawa miejskie otrzymało w 1867 r. W Saugor rozwinął się przemysł chemiczny, skórzany, drzewny oraz spożywczy.